# Celso Cleto
Celso Cleto (Algés, 26 de dezembro de 1964) é um encenador e dramaturgo português.
Estreou-se como encenador em 1997, no Teatro Experimental do Porto com Henriqueta Emília da Conceição de Mário Cláudio. Foi director adjunto do Teatro Nacional D. Maria II com Carlos Avilez, onde encenou Night Mother com Fernanda Montemor e Guida Maria. 
A Orgia, Os Imigrantes, Monologos da Vagina, O jogo da Salamandra, Mulheres Frente ao Espelho, A Educação de Rita, Socorro!Estou Grávida!, Crise dos 40 , Felizmente não é Natal, Miss Daisy, Hedda Gabler, Sabina Freire, Uma Historia de Dois, Toda a Gente Sabe Toda Gente Sabe e Casa de Pássaros foram alguns dos espectácilos apresentados pelo encenador nos últimos anos. 
Trabalha regularmente em Espanha onde dirigiu Mujeres frente al espejo, Esperando a Diana e o grande sucesso espanhol La Curva de la Felicidad. 
Em 2011 encenou a peça O Cerco a Leningrado com Eunice Muñoz. a casa de bernarda alba.
Em 2013, estreou-se como dramaturgo com a peça A casa do fim da linha, contando com a participação de Sofia Alves e Manuela Maria nos papéis principais. em 2015 estreou a sua segunda obra como dramaturgo, Uma casa perto da Praia.
É actualmente casado com a actriz Sofia Alves. Tem duas filhas de um anterior casamento, Rita (20 de julho de 1991) e Maria Inês (2 de agosto de 1997). 

## Encenações
- 1997 - Henriqueta Emília da Conceição de Mário Cláudio
- 1998 - Os Emigrantes de Slawomir Mrozek.
- 1999 - Orgia de Pier Paolo Pasolini. Com
- 1999 - Boa Noite, Mãe de Marsha Norman.
- 2001 - Monólogos da Vagina de Eve Ensler.
- 2002 - O Jogo da Salamandra de Jaime Rocha
- 2002 - Mulheres Frente Ao Espelho de Eduardo Galán.
- 2003 - A Educação de Rita de Willy Russell.
- 2005 - Love Letters de A. R. Gurney.
- 2006 - Socorro, Estou Grávida de Inês Pedrosa.
- 2006 - Crise dos 40 de Eduardo Galán e Pedro Gomez.
- 2006 - Miss Daisy de Alfred Uhry.
- 2007 - Felizmente Não É Natal de Carlos Alberola.
- 2008 - Boa Noite Mãe de Marsha Norman.
- 2009 - Hedda Gabler de Henrik Ibsen.
- 2010 - Uma História de Dois de Eduardo Galán
- 2010 - Sabina Freire de Manuel Teixeira Gomes
- 2011 - Toda A Gente Sabe Que Toda A Gente Sabe de Miguel Falabella e Maria Carmen Barbosa
- 2011 - A Casa de Pássaros de Jaime Rocha
- 2011 - O Cerco a Leningrado de José Sanchis Sinisterra
- 2012 - A Curva da Felicidade de Eduardo Galán e Pedro Gomez
- 2013 - Esperando Diana de Eduardo Galán
- 2013 - O Pelicano de August Strindberg
- 2013 - A Casa do Fim da Linha
- 2014 - O Pranto de Maria Parda de Gil Vicente
- 2014 - O Noivado no Dafundo de Almeida Garrett
- 2015 - Uma Casa Perto da Praia
- 2015 - As Noivas de Travolta de Andrés Tulipano
- 2015 - A Farsa de Inês Pereira de Gil Vicente
- 2016 - A Dama das Camélias de Alexandre Dumas Filho
- 2016 - EDGE - Sylvia Plath de Paul Alexander
- 2016 - O Diário de Anne Frank de Éric-Emmanuel Schmitt
- 2017 - O Livro da Selva de Rudyiard Kipling
- 2017 - Porta com Porta de Lázaro Matheus
- 2017 - Frei Luis de Sousa de Almeida Garrett
- 2018 - Um Jantar Só Para Dois de Santiago Moncada
- 2018 - O Amor Falou Mais Alto de Lázaro Matheus
- 2018 - Travão de Mão de Víctor Winer
- 2019 - Procuro Homem, Marido Já Tive de Daniela di Segni
- 2019 - Esta Noite Choveu Prata de Pedro Bloch
- 2019 - Cartas Portuguesas de Soror Mariana Alcoforado - Festival B
- 2019 - E Pedes Logo A Mim Que Não Tenho Imaginação Nenhuma? de Lázaro Matheus
- 2019 - A Casa de Bernarda Alba de Federico Garcia Lorca
- 2020 - Shirley Valentine de Willy Russell
- 2020 - A Loja do Ourives de Karol Wojtyla
- 2020 - Tributo a Fausto Guedes Teixeira
- 2020 - Kaká & Jojó de John Borg
- 2021 - Agatha de Marguerite Duras
- 2021 - Um Amor de Família de John Borg
- 2022 - Noivo em Fuga de Lázaro Matheus
- 2022 - Os Emigrantes de Slawomir Mrozek
- 2022 - A Noite de José Saramago
- 2023 - Os Cangalheiros de Lázaro Matheus
- 2023 - Boleros, Mentiras e Videos Caseiros de Lázaro Matheus
- 2023 - O Meu Nome É António Botto
- 2023 - Amigos com Benefícios de John Borg

### Em Espanha
- 2005 - Mujeres Frente Al Espejo de Eduardo Galán. Com Isabel Serrano e Begoña Maestre
- 2005 - Esperando a Diana de Eduardo Galán
- 2006 - La Curva de La Felicidad de Eduardo Galán e Pedro Gomez
- 2018 - Freno de Mano de Víctor Winer
- 2019 - Puerta con Puerta de Lázaro Matheus
- 2022 - Boleros, Mentiras e Vídeos Caseros de Lázaro Matheus

## Prémios e distinções
- 2013 - Prémio Rede Média Ex Aequo com o espectáculo Esperando Diana

- 2019 - Prémios Acrósticos Aste Nagusia, Bilbao com o espectáculo Puerta con Puerta